# 史駉孙
史駉孙（？—？），字东父，江浙鄞县（今浙江宁波）人，元朝政治人物、史学家、经学家，同進士出身。

## 生平
出自东钱湖史氏世家，南宋大臣史彌鞏曾孙。幼承家学，元泰定元年（1324年）登乙丑科右榜进士，为寧波仅有的九名汉人進士之一。授承事郎，终官国子监助教。

## 著作
著有《经义》、《阳燧赋》等。